# Tinh vân Quả Tạ
Tinh vân Quả Tạ (cũng được biết đến với tên Tinh vân Lõi Táo, thiên hà Messier 27, M27, hay NGC 6853) là một tinh vân hành tinh trong chòm sao Hồ Ly, ở khoảng cách khoảng 1.360 năm ánh sáng.
Thiên thể này là tinh vân hành tinh đầu tiên được phát hiện, bởi Charles Messier vào năm 1764. Ở độ sáng  7,5 và đường kính biểu kiến khoảng 8 phút cung, nó có thể dễ dàng nhìn thấy được trong ống nhòm -  một mục tiêu quan sát phổ biến đối với các kính thiên văn nghiệp dư.